# A Ferencvárosi TC 1941–1942-es szezonja
A Ferencvárosi TC 1941–1942-es szezonja szócikk a Ferencvárosi TC első számú férfi labdarúgócsapatának egy szezonjáról szól, mely összességében és sorozatban is a 39. idénye volt a csapatnak a magyar első osztályban. A klub fennállásának ekkor volt a 43. évfordulója.

## Mérkőzések
| Színmagyarázat | Színmagyarázat |
| -------------- | -------------- |
|                | Győzelem.      |
|                | Döntetlen.     |
|                | Vereség.       |

### NB 1 1941–42

#### Őszi fordulók
| 1. forduló 1941. augusztus 24. |

| Ferencváros                              | 11 – 5              | Kispest |
| ---------------------------------------- | ------------------- | ------- |
| Gyetvai Jakab Pósa Finta Kiss Sárosi III | (7 – 1) Jegyzőkönyv |         |

| Üllői út, Budapest Nézőszám: 8 000 Játékvezető: Antay János (magyar) |

| 2. forduló 1941. augusztus 28. |

| Ferencváros | 2 – 2               | Diósgyőri MÁVAG |
| ----------- | ------------------- | --------------- |
| Kiss ög'    | (0 – 1) Jegyzőkönyv |                 |

| Üllői út, Budapest Nézőszám: 6 500 Játékvezető: Szőke II (magyar) |

| 3. forduló 1941. augusztus 31. |

| Lampart FC | 2 – 9               | Ferencváros      |
| ---------- | ------------------- | ---------------- |
|            | (1 – 5) Jegyzőkönyv | Finta Jakab Kiss |

| Budapest Nézőszám: 6 000 Játékvezető: Návai (magyar) |

| 4. forduló 1941. szeptember 8. |

| Ferencváros | 1 – 2               | Szolnoki MÁV |
| ----------- | ------------------- | ------------ |
| Sárosi III  | (1 – 1) Jegyzőkönyv |              |

| Üllői út, Budapest Nézőszám: 5 000 Játékvezető: Kiss Ernő (magyar) |

| 5. forduló 1941. szeptember 14. |

| Gamma FC | 3 – 5               | Ferencváros             |
| -------- | ------------------- | ----------------------- |
|          | (3 – 2) Jegyzőkönyv | Jakab Sárosi III Lukács |

| Budapest Nézőszám: 15 000 Játékvezető: Palásti Ferenc (magyar) |

| 6. forduló 1941. szeptember 21. |

| Ferencváros              | 9 – 0               | MÁVAG SE |
| ------------------------ | ------------------- | -------- |
| Kiszely Finta Sárosi III | (3 – 0) Jegyzőkönyv |          |

| Üllői út, Budapest Nézőszám: 7 000 Játékvezető: Velkey (magyar) |

| 7. forduló 1941. szeptember 28. |

| Kolozsvári AC | 2 – 4               | Ferencváros              |
| ------------- | ------------------- | ------------------------ |
|               | (2 – 3) Jegyzőkönyv | Finta Kiszely Sárosi III |

| Kolozsvár Nézőszám: 9 000 Játékvezető: Ujvári F. (magyar) |

| 8. forduló 1941. október 5. |

| Ferencváros                           | 13 – 2              | Újvidéki AC |
| ------------------------------------- | ------------------- | ----------- |
| Sárosi I Finta Lukács Gyetvai Kiszely | (8 – 0) Jegyzőkönyv |             |

| Üllői út, Budapest Nézőszám: 9 500 Játékvezető: Rónai (magyar) |

| 9. forduló 1941. október 12. |

| Csepeli WMFC | 3 – 2               | Ferencváros      |
| ------------ | ------------------- | ---------------- |
|              | (2 – 0) Jegyzőkönyv | Sárosi I Kiszely |

| Béke téri stadion, Csepel Nézőszám: 17 000 Játékvezető: Antay János (magyar) |

| 10. forduló 1941. október 19. |

| Ferencváros | 1 – 4               | Nagyváradi AC |
| ----------- | ------------------- | ------------- |
| Kiszely     | (0 – 2) Jegyzőkönyv |               |

| Üllői út, Budapest Nézőszám: 18 000 Játékvezető: Lantos (magyar) |

| 11. forduló 1941. november 2. |

| Ferencváros                                  | 10 – 2              | Tisza Szegedi VSE |
| -------------------------------------------- | ------------------- | ----------------- |
| Sárosi I Lukács Sárosi III ög' Gyetvai Jakab | (5 – 1) Jegyzőkönyv |                   |

| Üllői út, Budapest Nézőszám: 3 000 Játékvezető: Rubint (magyar) |

| 12. forduló 1941. november 9. |

| Elektromos FC | 3 – 1               | Ferencváros |
| ------------- | ------------------- | ----------- |
|               | (2 – 0) Jegyzőkönyv | Jakab       |

| Budapest Nézőszám: 7 000 Játékvezető: Szőke II (magyar) |

| 13. forduló 1941. november 23. |

| Ferencváros                  | 6 – 0               | Salgótarjáni BTC |
| ---------------------------- | ------------------- | ---------------- |
| Kiszely Sárosi I Finta Rudas | (2 – 0) Jegyzőkönyv |                  |

| Üllői út, Budapest Nézőszám: 7 000 Játékvezető: Kékesi (magyar) |

| 14. forduló 1941. november 30. |

| Újpest | 6 – 2               | Ferencváros         |
| ------ | ------------------- | ------------------- |
|        | (2 – 0) Jegyzőkönyv | Sárosi III Sárosi I |

| Megyeri út, Újpest Nézőszám: 20 000 Játékvezető: Moldoványi (magyar) |

| 15. forduló 1941. december 7. |

| Ferencváros | 2 – 3               | Szeged FC |
| ----------- | ------------------- | --------- |
| Kiss Tátrai | (0 – 2) Jegyzőkönyv |           |

| Üllői út, Budapest Nézőszám: 6 000 Játékvezető: Ujvári F. (magyar) |

#### Tavaszi fordulók
| 16. forduló 1942. február 22. |

| Ferencváros            | 5 – 2               | Gamma FC |
| ---------------------- | ------------------- | -------- |
| Finta Gyetvai Sárosi I | (2 – 1) Jegyzőkönyv |          |

| Üllői út, Budapest Nézőszám: 8 000 Játékvezető: Palásti Ferenc (magyar) |

| 17. forduló 1942. március 1. |

| MÁVAG SE | 1 – 2               | Ferencváros   |
| -------- | ------------------- | ------------- |
|          | (0 – 1) Jegyzőkönyv | Lukács Tátrai |

| Budapest |

| 18. forduló 1942. március 8. |

| Ferencváros                | 5 – 1               | Kolozsvári AC |
| -------------------------- | ------------------- | ------------- |
| Sárosi I ög' Finta Nagy II | (3 – 1) Jegyzőkönyv |               |

| Üllői út, Budapest Játékvezető: Návai (magyar) |

| 19. forduló 1942. március 15. |

| Újvidéki AC | 3 – 2               | Ferencváros     |
| ----------- | ------------------- | --------------- |
|             | (2 – 0) Jegyzőkönyv | Lukács Sárosi I |

| Újvidék |

| 20. forduló 1942. március 22. |

| Ferencváros | 0 – 0               | Csepeli WMFC |
| ----------- | ------------------- | ------------ |
|             | (0 – 0) Jegyzőkönyv |              |

| Üllői út, Budapest |

| 21. forduló 1942. március 29. |

| Nagyváradi AC | 1 – 3               | Ferencváros                |
| ------------- | ------------------- | -------------------------- |
|               | (0 – 3) Jegyzőkönyv | Sárosi I Lukács Sárosi III |

| Budapest |

| 22. forduló 1942. április 12. |

| Tisza Szegedi VSE | 2 – 1               | Ferencváros |
| ----------------- | ------------------- | ----------- |
|                   | (1 – 0) Jegyzőkönyv | Sárosi III  |

| Szeged |

| 23. forduló 1942. április 19. |

| Ferencváros | 1 – 1               | Elektromos FC |
| ----------- | ------------------- | ------------- |
| Sárosi III  | (1 – 0) Jegyzőkönyv |               |

| Üllői út, Budapest Nézőszám: 5 000 Játékvezető: Emődi Rezső (magyar) |

| 24. forduló 1942. április 26. |

| Salgótarjáni BTC | 4 – 4               | Ferencváros                  |
| ---------------- | ------------------- | ---------------------------- |
|                  | (1 – 0) Jegyzőkönyv | Lukács Sárosi I Füstös Jakab |

| Salgótarján |

| 25. forduló 1942. május 10. |

| Ferencváros     | 3 – 3               | Újpest |
| --------------- | ------------------- | ------ |
| Sárosi I Füstös | (3 – 3) Jegyzőkönyv |        |

| Üllői út, Budapest |

| 26. forduló 1942. május 17. |

| Szeged FC | 5 – 0               | Ferencváros |
| --------- | ------------------- | ----------- |
|           | (2 – 0) Jegyzőkönyv |             |

| Szeged Nézőszám: 5 000 Játékvezető: Kékesi (magyar) |

| 27. forduló 1942. május 24. |

| Diósgyőri MÁVAG | 3 – 2               | Ferencváros  |
| --------------- | ------------------- | ------------ |
|                 | (1 – 1) Jegyzőkönyv | Füstös Jakab |

| Miskolc |

| 28. forduló 1942. május 31. |

| Kispest | 1 – 5               | Ferencváros                 |
| ------- | ------------------- | --------------------------- |
|         | (1 – 3) Jegyzőkönyv | Füstös Jakab Lukács Kiszely |

| Budapest |

| 29. forduló 1942. június 7. |

| Ferencváros                 | 9 – 1               | Lampart FC |
| --------------------------- | ------------------- | ---------- |
| Kiszely Lukács Füstös Jakab | (0 – 1) Jegyzőkönyv |            |

| Üllői út, Budapest Nézőszám: 8 000 Játékvezető: Lantos (magyar) |

| 30. forduló 1942. június 21. |

| Szolnoki MÁV | 2 – 4               | Ferencváros           |
| ------------ | ------------------- | --------------------- |
|              | (1 – 4) Jegyzőkönyv | Lukács Kiszely Füstös |

| Hungária körút, Budapest |

#### Végeredmény
| #  | Csapat            | J  | Gy | D  | V  | Rg  | Kg  | Gk  | P  | Megjegyzés          |
| -- | ----------------- | -- | -- | -- | -- | --- | --- | --- | -- | ------------------- |
| 1  | Csepeli WMFC      | 30 | 21 | 6  | 3  | 92  | 49  | +43 | 48 | Bajnok              |
| 2  | Újpest            | 30 | 18 | 8  | 4  | 95  | 42  | +53 | 44 |                     |
| 3  | Szolnoki MÁV FC   | 30 | 18 | 5  | 7  | 89  | 49  | +40 | 41 |                     |
| 4  | Szeged FC         | 30 | 15 | 10 | 5  | 95  | 51  | +44 | 40 |                     |
| 5  | Nagyváradi AC     | 30 | 14 | 8  | 8  | 81  | 52  | +29 | 36 |                     |
| 6  | Ferencváros       | 30 | 15 | 5  | 10 | 124 | 69  | +55 | 35 |                     |
| 7  | Gamma FC          | 30 | 15 | 2  | 13 | 72  | 67  | +5  | 32 |                     |
| 8  | Diósgyőri MÁVAG   | 30 | 10 | 9  | 11 | 72  | 68  | +4  | 29 |                     |
| 9  | Salgótarjáni BTC  | 30 | 10 | 9  | 11 | 67  | 77  | -10 | 29 |                     |
| 10 | Elektromos FC     | 30 | 10 | 7  | 13 | 63  | 60  | +3  | 27 |                     |
| 11 | Kispest           | 30 | 12 | 3  | 15 | 67  | 89  | -22 | 27 |                     |
| 12 | Újvidéki AC       | 30 | 10 | 5  | 15 | 47  | 86  | -39 | 25 |                     |
| 13 | Kolozsvári AC     | 30 | 8  | 6  | 16 | 51  | 78  | -27 | 22 |                     |
| 14 | Lampart FC        | 30 | 8  | 3  | 19 | 48  | 93  | -45 | 19 | Kiestek az NB II-be |
| 15 | Tisza Szegedi VSE | 30 | 5  | 3  | 22 | 42  | 113 | -71 | 13 | Kiestek az NB II-be |
| 16 | MÁVAG SE          | 30 | 4  | 5  | 21 | 35  | 97  | -62 | 13 | Kiestek az NB II-be |

#### Eredmények összesítése
Az alábbi táblázatban összesítve szerepelnek a Ferencvárosi TC 1941/42-es bajnokságban elért eredményei.
| Ősz/tavasz (forduló)    | Otthon | Otthon | Otthon | Otthon | Otthon | Otthon | Otthon | Idegenben | Idegenben | Idegenben | Idegenben | Idegenben | Idegenben | Idegenben |
| Ősz/tavasz (forduló)    | M      | GY     | D      | V      | LG–KG  | GK     | P      | M         | GY        | D         | V         | LG–KG     | GK        | P         |
| ----------------------- | ------ | ------ | ------ | ------ | ------ | ------ | ------ | --------- | --------- | --------- | --------- | --------- | --------- | --------- |
| Őszi szezon (1–15.)     | 9      | 5      | 1      | 3      | 55–20  | +35    | 11     | 6         | 3         | 0         | 3         | 23–19     | +4        | 6         |
| Tavaszi szezon (16–30.) | 6      | 3      | 3      | 0      | 23–8   | +15    | 9      | 9         | 4         | 1         | 4         | 23–22     | +1        | 9         |
| Összesen (1–30.)        | 15     | 8      | 4      | 3      | 78–28  | +50    | 20     | 15        | 7         | 1         | 7         | 46–41     | +5        | 15        |

### Magyar kupa
| 1942. február 15. |

| Kaposvári Rákóczi | 1 – 9       | Ferencváros                    |
| ----------------- | ----------- | ------------------------------ |
|                   | Jegyzőkönyv | Sárosi I Kiss ög' Lukács Finta |

| Kaposvár |

| 1942. május 14. |

| Csepeli WMFC | 3 – 3       | Ferencváros     |
| ------------ | ----------- | --------------- |
|              | Jegyzőkönyv | Füstös Sárosi I |

| Béke téri stadion, Csepel |

| 1942. június 4. |

| Ferencváros                     | 6 – 2       | Gamma FC |
| ------------------------------- | ----------- | -------- |
| Jakab Sárosi III Lukács Kiszely | Jegyzőkönyv |          |

| Üllői út, Budapest |

Elődöntő
| 1942. június 28. |

| Salgótarjáni BTC | 1 – 2       | Ferencváros   |
| ---------------- | ----------- | ------------- |
|                  | Jegyzőkönyv | Lukács Füstös |

| Hungária körút, Budapest |

Döntő
| 1942. június 29. |

| Ferencváros                      | 6 – 2               | Diósgyőri MÁVAG |
| -------------------------------- | ------------------- | --------------- |
| Jakab Kiss Füstös Kiszely Lukács | (2 – 0) Jegyzőkönyv |                 |

| Hungária körút, Budapest Nézőszám: 18 000 Játékvezető: Égner Kálmán (magyar) |

### Egyéb mérkőzések
| 1941. augusztus 9. |

| Nagyváradi AC | 2 – 3       | Ferencváros               |
| ------------- | ----------- | ------------------------- |
|               | Jegyzőkönyv | Gyetvai Sárosi III Lukács |

| Budapest |

| 1941. augusztus 16. |

| Újpest | 1 – 7               | Ferencváros                |
| ------ | ------------------- | -------------------------- |
|        | (0 – 3) Jegyzőkönyv | Finta Sárosi I Gyetvai ög' |

| Budapest |

| 1941. augusztus 19. |

| Elektromos FC | 1 – 2       | Ferencváros   |
| ------------- | ----------- | ------------- |
|               | Jegyzőkönyv | Gyetvai Finta |

| Budapest |

| 1941. december 21. |

| Ferencváros            | 3 – 1               | Građanski Zagreb |
| ---------------------- | ------------------- | ---------------- |
| Gyetvai Nagy II Füstös | (2 – 1) Jegyzőkönyv |                  |

| Üllői út, Budapest |

| 1941. december 28. |

| Građanski Zagreb | 4 – 2               | Ferencváros    |
| ---------------- | ------------------- | -------------- |
|                  | (2 – 2) Jegyzőkönyv | Füstös Gyetvai |

| Zágráb |

## Külső hivatkozások
- A csapat hivatalos honlapja (magyarul)
- Az 1941–1942-es szezon menetrendje a tempofradi.hu-n (magyarul)